# Il sentiero dei sioux
Il sentiero dei sioux (The Homesteaders) è un film del 1953 diretto da Lewis D. Collins.
È un western statunitense ambientato in Oregon nel 1870 con Bill Elliott, Robert Lowery, Emmett Lynn e George Wallace.

## Produzione
Il film, diretto da Lewis D. Collins su una sceneggiatura di Milton Raison e Sidney Theil, fu prodotto da Vincent M. Fennelly per la Silvermine Productions e girato nel ranch di Corriganville a Simi Valley, nell'Iverson Ranch a Chatsworth e a Lasky Mesa (West Hills, Los Angeles), in California, nel novembre del 1952.

## Distribuzione
Il film fu distribuito con il titolo The Homesteaders negli Stati Uniti dal 22 marzo 1953 al cinema dalla Allied Artists Pictures. È stato distribuito anche in Brasile con il titolo Sabor de Ódio e in Italia con il titolo Il sentiero dei sioux.

## Promozione
Le tagline sono:
- Filmed in Glorious SEPIA-TONE
- Boldest Of The West's Adventure-Blazing Breed!
- Smoking Guns Guarded The Oregon Doorway! DYNAMITE BLEW IT WIDE OPEN!